# كنياكماري
كَنْياكُماري (بالتاملية: கன்னியாகுமரி) هي إحدى مدن ولاية تامل نادو ومركز ضاحية كنياكماري، وتشتهر المدينة بكونها موقع التقاء خليج البنغال وبحر العرب والمحيط الهندي.

## المناخ
يظهر الجدول التالي التغييرات المناخية على مدار السنة لكنياكماري:
| البيانات المناخية لـكنياكماري              | البيانات المناخية لـكنياكماري | البيانات المناخية لـكنياكماري | البيانات المناخية لـكنياكماري | البيانات المناخية لـكنياكماري | البيانات المناخية لـكنياكماري | البيانات المناخية لـكنياكماري | البيانات المناخية لـكنياكماري | البيانات المناخية لـكنياكماري | البيانات المناخية لـكنياكماري | البيانات المناخية لـكنياكماري | البيانات المناخية لـكنياكماري | البيانات المناخية لـكنياكماري | البيانات المناخية لـكنياكماري |
| الشهر                                      | يناير                         | فبراير                        | مارس                          | أبريل                         | مايو                          | يونيو                         | يوليو                         | أغسطس                         | سبتمبر                        | أكتوبر                        | نوفمبر                        | ديسمبر                        | المعدل السنوي                 |
| ------------------------------------------ | ----------------------------- | ----------------------------- | ----------------------------- | ----------------------------- | ----------------------------- | ----------------------------- | ----------------------------- | ----------------------------- | ----------------------------- | ----------------------------- | ----------------------------- | ----------------------------- | ----------------------------- |
| متوسط درجة الحرارة الكبرى °م (°ف)          | 28.9 (84.0)                   | 30.6 (87.1)                   | 32.2 (90.0)                   | 32.7 (90.9)                   | 32.4 (90.3)                   | 30.7 (87.3)                   | 31.8 (89.2)                   | 31.9 (89.4)                   | 30.6 (87.1)                   | 30.4 (86.7)                   | 30.1 (86.2)                   | 29.3 (84.7)                   | 31.0 (87.7)                   |
| متوسط درجة الحرارة الصغرى °م (°ف)          | 23.4 (74.1)                   | 23.8 (74.8)                   | 25.1 (77.2)                   | 26.1 (79.0)                   | 26.1 (79.0)                   | 24.6 (76.3)                   | 24 (75)                       | 24 (75)                       | 24.3 (75.7)                   | 24.3 (75.7)                   | 24 (75)                       | 23.8 (74.8)                   | 24.5 (76.0)                   |
| معدل هطول الأمطار مم (إنش)                 | 10 (0.4)                      | 23 (0.9)                      | 36 (1.4)                      | 81 (3.2)                      | 56 (2.2)                      | 86 (3.4)                      | 44 (1.7)                      | 42 (1.7)                      | 37 (1.5)                      | 166 (6.5)                     | 203 (8.0)                     | 75 (3.0)                      | 859 (33.9)                    |
| متوسط أيام هطول الأمطار                    | 1.4                           | 1.7                           | 2.6                           | 4.1                           | 4.2                           | 11.3                          | 9                             | 6.5                           | 5.5                           | 10.1                          | 11.2                          | 5.3                           | 72.9                          |
| المصدر: World Weather Information Service, |                               |                               |                               |                               |                               |                               |                               |                               |                               |                               |                               |                               |                               |

## أعلام
- قصة آدم في القرآن